# کلیسای گومادزور (ووسکپار)
کلیسای گومادزور (ارمنی: Գոմաձորի եկեղեցի؛ انگلیسی: Gomadzor) یک کلیسا متعلق به کلیسای حواری ارمنی واقع در شهر ووسکپار، استان تاووش ارمنستان می‌باشد. ساخت و ساز این ساختمان در سده‌های ۱۳–۱۲ام میلادی؛ به پایان رسید. این بنا به سبک معماری ارمنی طراحی شده است.